# Artiljerijski upaljač
Artiljerijski upaljač je tip municijskog upaljača koji se koristi sa artiljerijskom municijom, obično projektilima ispaljenim iz topova (poljski, protivvazdušni, obalni i mornarički), haubica i minobacača. Upaljač je uređaj koji pokreće eksplozivnu funkciju u municiji, najčešće izazivajući njeno detoniranje ili oslobađanje sadržaja, kada su ispunjeni uslovi za aktivaciju. Ova akcija se obično dešava unapred podešenog vremena nakon ispaljivanja (vremenski upaljač), ili pri fizičkom kontaktu sa ciljem (kontaktni upaljač) ili detektovanom blizinom zemlje, strukture ili drugog cilja (blizinski upaljač). "Fuze", varijanta reči "fuse", je zvaničan NATO pravopis.

## Terminologija
Upaljači za municiju se takođe koriste kod raketa, avionskih bombi, vođenih raketa, granata i mina, kao i kod nekih municija za direktnu vatru iz topova (malog kalibra i tenkovskih topova).
Uopšteno, upaljači funkcionišu pri udaru (udarni upaljači) ili u unapred određenom vremenskom periodu nakon ispaljivanja (vremenski upaljači). Međutim, do 18. veka vremenski upaljači su bili namenjeni da funkcionišu u vazduhu, a 1940-ih su uvedeni blizinski upaljači kako bi se postigla preciznija eksplozija u vazduhu. Zbog toga se uglavnom koriste termini „udarni“ i „eksplozija u vazduhu“ generalno koriste, osim kada se izričito opisuju „vremenski upaljači“.

## Rana istorija
Čvrste topovske kugle ("projektili") nisu zahtevale upaljač, ali šuplje kugle ("granate") napunjene nečim, poput baruta da bi fragmentirale kuglu na cilju, zahtevale su vremenski upaljač. Rani izveštaji o granatama uključuju upotrebu u Veneciji kod Jadra 1376. godine i granate sa upaljačima tokom opsade Svetog Bonifacija na Korzici 1421. godine. Godine 1596, Sebastijan Hale je predložio zapaljenje razornog punjenja udarom i regulisanje vremena sagorevanja upaljača, što je smatrano vizionarskim, ali se malo toga dogodilo do 1682. godine. Ovi rani vremenski upaljači koristili su zapaljivi materijal koji bi goreo neko vreme pre nego što bi zapalio punjenje granate (sporogoreći fitilj). Problem je bio u tome što su tačna vremena sagorevanja zahtevala precizno merenje i beleženje vremena, što se nije pojavilo sve do 1672. godine. Pre toga, majstor za testiranje često je proveravao vreme sagorevanja baruta recitovanjem Apostolskog simbola verovanja za merenje vremena. 
Tek sredinom narednog veka shvatilo se da vetar između kugle i cevi omogućava da bljesak iz pogonskog punjenja prođe oko granate. To je dovelo, 1747. godine, do koncepta „jednokratnog paljenja“ i eliminisanja potrebe za paljenjem upaljača pre ubacivanja granate. U to vreme, upaljači su se pravili od bukovog drveta, bušeni su i punjeni barutom i sečeni na potrebnu dužinu. Iskustvo je pokazalo da postoji minimalna sigurna dužina. Godine 1779, Britanci su usvojili unapred isečene dužine upaljača od 4, 4,5 i 5 sekundi. 
Prvi zapis o udarnom upaljaču pojavljuje se 1650. godine, koristeći kremen za stvaranje varnica koje bi zapalile barut. Problem je bio u tome što je granata morala pasti na određen način, a sa sferičnim granatama to nije moglo biti zagarantovano. Nastao je izraz "slepa" granata za neeksplodiranu granatu koja potiče iz tog perioda. Problem je bio u pronalaženju odgovarajuće stabilne „udarne prašine“. Napredak nije bio moguć sve dok nije otkriven živin fulminat 1800. godine, što je dovelo do mešanja prajmera za vatreno oružje, koji je patentirao sveštenik Aleksandar Forsajt, i do bakarne udarne kapice 1818. godine. Koncept udarnih upaljača usvojila je Britanija 1842. godine. Mnogi dizajni su zajednički ispitivani od strane vojske i mornarice, ali nisu bili zadovoljavajući, verovatno zbog bezbednosnih i funkcionalnih karakteristika. Međutim, 1846. godine dizajn intendanta Friburna iz Kraljevske artiljerije usvojen je u vojsci. Bio je to drveni upaljač dug oko 15 cm, sa sigurnosnim žicama koje su držale blokove između upaljača i fitilja u plamenu. Fitilj je paljen bljeskom pogonskog punjenja, a žica bi se prekinula pri udaru. Britanski mornarički udarni upaljač od metala pojavio se tek 1861. godine. 
Nije bilo mnogo standardizacije. Duboko u 19. veku, u britanskoj službi, gotovo svaki kalibar je imao svoj vremenski upaljač. Na primer, sedam različitih upaljača korišćeno je sa sferičnim šrapnelima sve do 1850. godine. Međutim, 1829. godine, Kraljevska mornarica je usvojila metalne upaljače umesto drvenih. U to vreme upaljači su korišćeni sa šrapnelima, običnim čaurama (napunjenim eksplozivom) i ručnim bombama. Svi britanski upaljači su pripremani sečenjem na dužinu ili bušenjem od donje strane. Problem je bio u tome što je to ostavljalo barut nepodržan, pa su kvarovi upaljača bili česti. Nepokolebljivi pukovnik Bokser predložio je bolji način: drvene konusne upaljače sa centralnim barutnim kanalom i rupama bušenim na svakih 2/10 inča. Postojali su beli i crni upaljači za neparne i parne desetine, a glina je sprečavala curenje baruta. Godine 1853. oni su kombinovani u jedan upaljač sa dva kanala, dužine 5 cm za haubice i obične granate, 2,5 cm za šrapnel. 
Međutim, iako je Bokserov vremenski upaljač bio veliki napredak, različiti problemi su morali biti rešeni u narednim godinama. Takođe je koristio drugačiju veličinu otvora za upaljač u poređenju sa Friburnovim udarnim upaljačem, koji je postao zastareo. Oni su zamenjeni u vojnoj službi 1861. godine onima koje je dizajnirao gospodin Petman, a koji su mogli biti korišćeni i sa sferičnim i nesferičnim granatama. 
Poslednji Bokserov vremenski upaljač, za minobacače, pojavio se 1867. godine, i vojska je zadržala drvene upaljače, dok je mornarica koristila metalne. Postojao je i sličan američki drveni upaljač.  Međutim, 1855. godine Armstrong je proizveo svoj top sa užlebljenim zatvaračem (RBL), koji je uveden u britansku službu 1859. godine. Problem je bio što nije bilo prostora između granate i cevi, pa pogonsko punjenje više nije moglo da zapali upaljač. Zbog toga je dodan prajmer sa čekićem okačenim iznad njega; udar pri ispaljivanju oslobađao je čekić, koji je aktivirao prajmer kako bi zapalio barutni fitilj. Armstrongov vremenski upaljač A uveden je u britansku službu 1860. godine, a kraći Bormanovi upaljači u Sjedinjenim Državama. 
Uvođenje topova sa užlebljenim zatvaračem dovelo je do nesferičnih projektila, koji su padali nosom unapred. To je omogućilo upotrebu udarnih upaljača na nosu, ali su oni morali da se nose sa rotacijom granate i centrifugalnim silama. Ovo je, oko 1860. godine, dovelo do udarnih upaljača sa direktnim udarnim iglama i detonatorima, kao i magacinima za pojačavanje detonatora dovoljno da iniciraju glavno eksplozivno punjenje granate. 
Armstrongovi vremenski upaljači su se brzo razvijali. Godine 1867. uveden je F dizajn; ovo je bio prvi "vremenski i udarni" (T & P) upaljač. Njegova udarna funkcija nije bila potpuno uspešna i ubrzo je zamenjena E Mk III upaljačem, izrađenim od mesinga, koji je sadržao prsten sa sporogorećim punjenjem koje je zapaljivala čaura sa detonatorom, postavljena na udarnu iglu udarom pri ispaljivanju. Bio je to prototip T & P upaljača korišćenih u 20. veku, iako je u početku korišćen samo sa mornaričkim segmentnim granatama, i trebalo je neko vreme da ga vojska usvoji za šrapnel.

## Opis
Od druge polovine 19. veka, većina artiljerijskih upaljača postavlja se na nos projektila. Osnova upaljača se zavrće u udubljenje, a nos upaljača je oblikovan tako da odgovara obliku granate. Dubina udubljenja može varirati u zavisnosti od tipa granate i upaljača. Artiljerijski upaljači su ponekad bili specifični za određene tipove topova ili haubica zbog njihovih karakteristika, uključujući razlike u brzini otvora, što utiče na osetljivost mehanizama za bezbednost i aktiviranje. Međutim, do Drugog svetskog rata, iako je bilo izuzetaka, većina upaljača jedne zemlje mogla je da se koristi sa bilo kojom potrebnom artiljerijskom granatom te zemlje, ako bi mogla fizički da se ugradi, iako su različite vojne i mornaričke nabavke često to onemogućavale. Izuzeci su bili minobacački upaljači, i to se nastavilo.
Jedna od prvih akcija u NATO standardizaciji bila je dogovor o usaglašavanja dimenzija i navoja udubljenja za upaljače u artiljerijskim projektilima, kako bi se omogućila međusobna zamena upaljača između zemalja. Moderni artiljerijski upaljači mogu se generalno koristiti sa bilo kojom odgovarajućom artiljerijskom granatom, uključujući mornaričke. Međutim, glatke cevi minobacača ograničavaju izbor bezbednosnih i aktivacionih mehanizama jer nema centrifugalne sile, a brzine na izlazu iz cevi su relativno niske. Zbog toga upaljači za granate ne mogu da se koriste sa minobacačkim bombama, a minobacački upaljači nisu pogodni za više brzine granata.
Aktiviranje upaljača se pokreće udarom, proteklim vremenom nakon ispaljivanja ili blizinom cilja. U većini slučajeva aktivacija upaljača izaziva detonaciju glavnog eksplozivnog punjenja u granati ili male eksplozije kako bi se izbacio sadržaj granate. Ti sadržaji mogu biti smrtonosni, poput sada zastarelih šrapnela ili modernih podmunicija, ili nesmrtonosni, poput kanistera sa dimnim jedinjenjima ili padobranskih baklji.
Upaljači obično imaju dve eksplozivne komponente u svom eksplozivnom nizu: veoma mali detonator (ili prajmer) koji je pogođen udarnom iglom i pojačano punjenje na osnovi upaljača (ponekad nazvano "magacin"). Ovo pojačavajuće punjenje je dovoljno snažno da detonira glavno punjenje u visokoeksplozivnoj granati ili izbacujuće punjenje u granati sa nosivim sadržajem. Ove dve komponente su obično povezane „cevi za bljesak“.
Mehanizmi za bezbednost i aktiviranje u artiljerijskim upaljačima su ključne karakteristike kako bi se sprečilo da upaljač funkcioniše pre nego što je potrebno, bez obzira na oštre uslove transporta i rukovanja. Ovi mehanizmi koriste sile koje stvara ispaljivanje iz topa ili haubice – visoko ubrzanje (ili „udar prilikom ispaljivanja“) i rotaciju (uzrokovanu užljebljenjem u cevi topa ili haubice) – kako bi se oslobodili sigurnosni mehanizmi i aktivirao upaljač. Neki stariji tipovi upaljača su takođe imali sigurnosne karakteristike poput igli ili poklopaca koji su se uklanjali ručno pre punjenja granate u cev. Neispravni upaljači mogu funkcionisati dok je granata u cevi – to se naziva „prerano aktiviranje u cevi“ ili može doći do aktiviranja kasnije tokom putanje granate i njene trajektorije.
Različiti dizajni upaljača imaju različite mehanizme za bezbednost i aktiviranje koji koriste ove dve sile na različite načine. Najraniji „moderni“ upaljači koristili su žicu koja bi se prekinula udarom pri ispaljivanju. Kasnije su centripetalni uređaji postali poželjni za upotrebu sa granatama malih brzina iz haubica, jer povratna sila često nije bila dovoljna. Međutim, dizajni s kraja 19. i 20. veka koristili su sofisticiranije kombinacije metoda koje su primenjivale ove dve sile. 
Primeri uključuju:
- Centripetalna sila koja pomera zavrtanj ka spolja, što omogućava drugom zavrtnju da se pomeri unazad inercijom iz ubrzanja.
- Inercija od ubrzanja koja savladava pritisak opruge i oslobađa osigurač, omogućavajući ruci, ploči, segmentiranom rukavu ili drugom zavrtnju da se pomeri ka spolja pomoću centrifugalne sile ili opruge kod minobacača (koji ne stvaraju centrifugalnu silu jer su glatkih cevi).
- Centripetalna sila koja uzrokuje da se ploča sa detonatorom pomeri u liniju sa udarnom iglom.
- Centripetalna sila koja uzrokuje da ploča prepreke ili blokovi savladaju oprugu i pomere se iz kanala između udarne igle i detonatora ili između detonatora i pojačavajućeg punjenja (ili oba).
- Rotacija koja uzrokuje da traka sa tegom odmota vreteno i oslobodi čekić udarne igle.

Savremeni uređaji za bezbednost i aktiviranje su deo sveukupnog dizajna upaljača koji zadovoljava zahteve za municijom otpornom na slučajne detonacije. To uključuje pažljiv odabir eksploziva korišćenih kroz ceo eksplozivni niz, snažne fizičke barijere između detonatora i pojačavajućeg punjenja sve dok granata ne bude ispaljena i pozicioniranje eksplozivnih komponenti za maksimalnu zaštitu unutar upaljača.

### Sigurnosni mehanizmi kod upaljača
Sigurnosni mehanizmi kod modernih artiljerijskih upaljača ključni su za sprečavanje slučajne detonacije tokom transporta ili rukovanja. Ovi mehanizmi se aktiviraju samo prilikom ispaljivanja, kada sile akceleracije i rotacije, generisane užlebljenjem u cevi, omogućavaju otpuštanje sigurnosnih blokova i pripremu upaljača za detonaciju. Savremeni elektronski upaljači imaju dodatne testove funkcionalnosti, poznate kao „Go/No Go“ testove, kako bi se osigurala ispravnost pre upotrebe.

## Tipovi

### Udarni
U 20. veku, većina upaljača su bili 'udarni'. Oni mogu biti 'direktni' (takođe nazvani 'udari u tačku' ili 'super brzi') ili 'trenje'. Takođe mogu imati opciju kašnjenja. Udarni upaljači su i dalje široko rasprostranjeni, posebno za obuku. Međutim, u 19. veku kombinovani 'T & P' upaljači postali su uobičajeni, a ova kombinacija ostaje široko rasprostranjena sa upaljačima za eksploziju u vazduhu, u slučaju da funkcija eksplozije u vazduhu zakaže ili je predugo postavljena. Ratne rezerve (zalihe) u zapadnim vojskama sada pretežno koriste 'višefunkcionalne' upaljače koji nude nekoliko funkcija za eksploziju na zemlji ili u vazduhu.

#### Direktna akcija
Upaljači sa direktnom dejstvom funkcionišu kada nos upaljača udari u nešto dovoljno čvrsto, poput tla, zgrade ili vozila, i gurne udarnu iglu u detonator. Rani britanski upaljač sa leve strane je primer.
Upaljači sa direktnim dejstvom su 'super brzi', ali mogu imati opciju kašnjenja. Dizajni iz 20. veka se razlikuju u pogledu relativnog položaja ključnih elemenata. Ekstremi su igla blizu nosa sa dugom cevkom za prenos bljeska do pojačivača (tipično za američke dizajne) ili duga igla do detonatora blizu pojačivača sa kratkom cevkom za bljesak (tipično za britanske dizajne).

#### Trenje
Upaljači sa trenjem funkcionišu kada se granata naglo uspori, na primer udarom u zemlju ili prolaskom kroz zid. Ovo usporavanje uzrokuje da se udarna igla pomeri unapred, ili detonator unazad, i da se sudare. Trenje je jedini udarni mehanizam koji se može koristiti kod osnovnih upaljača. Dodatna definicija koja se često koristi je da je ovakav upaljač obično inercioni upaljač (kao što je gore pomenuti upaljač na osnovi) koji ima posebne karakteristike kako bi povećao šansu da upaljač funkcioniše ako udari u metu pod visokim uglom, što često može zaglaviti (ili „zaslepiti“) upaljač zbog jakih bočnih sila koje se stvaraju. Na primer, kasniji nemački mornarički projektili za proboj oklopa iz Drugog svetskog rata („Bodenzunder“) imali su nekoliko ovakvih upaljače. Dizajn sa otežanom udarnom iglom i detonatorskom čaurom slobodno pokretljivom, koja se nakon aktivacije u letu odblokira. Na ovaj način, pri visokom uglu udara postoji veća šansa da se jedna od ovih komponenata sudari sa drugom i pokrene eksplozivni niz. Postoji niz drugih varijacija dizajna za ovaj efekat. 

#### Kašnjenje
Upaljači sa direktnim dejstvom mogu imati funkciju kašnjenja ili odlaganja, koja se bira pri ispaljivanju kao alternativa direktnom delovanju. Kašnjenje može koristiti funkciju trenja ili neki drugi mehanizam. Specijalni upaljači za probijanje betona obično imaju samo funkciju kašnjenja i ojačani nos upaljača.

#### Bazni upaljači
Bazni upaljači ili upaljači na osnovi su smešteni unutar osnove granate i stoga nisu oštećeni pri prvom udaru u metu. Njihovo vreme kašnjenja može se podešavati pre ispaljivanja. Koriste mehanizam trenja i nisu široko korišćeni u poljskoj artiljeriji. Granate sa upaljačima na osnovi korišćene su u obalskoj artiljeriji (i ratnim brodovima) protiv oklopljenih ratnih brodova do 1950-ih. Takođe su imale neku upotrebu protiv tenkova, uključujući visokoeeksplozivne plastične (HEP) projektile korišćene nakon Drugog svetskog rata kod artiljerije kalibra 105 mm za samoodbranu od tenkova i kod samih tenkova.

### Eksplozija u vazduhu
Upaljači za eksploziju u vazduhu, koji koriste unapred podešen vremenski uređaj aktiviran ispaljivanjem iz topa, bili su prvi tip upaljača. Bili su posebno važni u 19. i ranom 20. veku, kada su šrapnelni upaljači bili široko korišćeni. Ponovo su postali važni kada su kasetne municije postale ključni element u podmunicijskim zalihama tokom Hladnog rata, a prelazak na višefunkcionalne upaljače krajem 20. veka znači da su u nekim zapadnim zemljama upaljači za eksploziju u vazduhu dostupni sa svakom granatom koja se koristi u operacijama.
Vremenski upaljači su bili ključni za protivavionske topove većeg kalibra, ali se brzo pokazalo da zapaljivi upaljači nisu dovoljno precizni, što je dovelo do razvoja mehaničkih vremenskih upaljača između svetskih ratova. Tokom Drugog svetskog rata, uvedeni su radio upaljači za blizinu, prvobitno za upotrebu protiv aviona, gde su se pokazali daleko superiornijima u odnosu na mehaničke vremenske upaljače, a krajem 1944. godine korišćeni su i za poljsku artiljeriju.

#### Vreme
Artiljerijski vremenski upaljači detoniraju nakon unapred postavljenog vremenskog perioda. Raniji vremenski upaljači bili su zapaljivi (tj. sagorivi) koristeći barutne lančane reakcije. Mehanički časovnici pojavili su se početkom 20. veka, a elektronski vremenski upaljači 1980-ih, ubrzo nakon digitalnih satova.
Gotovo svi artiljerijski vremenski upaljači postavljaju se na nos granate. Jedan izuzetak bio je američki nuklearni projektil kalibra 8 inča (M422) iz 1950-ih, koji je imao mehanički vremenski upaljač sa tri nivoa.
Vremensko kašnjenje kod vremenskog upaljača obično se izračunava kao deo tehničkih proračuna za kontrolu vatre, a ne na samom topu, iako se aranžmani razlikuju među vojskama. Kašnjenje upaljača prvenstveno odražava udaljenost do cilja i potrebnu visinu eksplozije. Visoke eksplozije u vazduhu, obično nekoliko stotina metara, koriste se sa svetlećim granatama i drugim granatama koje se izbacuju iz baze, poput dimnih i kasetnih municija, kao i za osmatranje sa visokoeksplozivnim (HE) granatama u nekim okolnostima. Niska eksplozija u vazduhu, obično oko 10 metara, korišćena je sa HE granatama. Visina eksplozije kod šrapnela zavisila je od ugla silaska, ali za optimalno korišćenje bila je nekoliko desetina metara.
Zapaljivi vremenski upaljači imali su barutni prsten u obrnutom 'U' metalnom kanalu. Upaljač se podešavao rotiranjem gornjeg dela upaljača. Kada je granata ispaljena, udar prilikom ispaljivanja vratio bi detonator na udarnu iglu, koja bi zapalila barutni prsten. Kada bi sagorevanje dostiglo podešeni trenutak, bljesak bi prošao kroz rupu u magacin upaljača, koji bi potom zapalio eksplozivno punjenje u granati. Ako je granata sadržala HE, upaljač bi imao pojačalo koje bi pretvorilo eksploziju baruta u dovoljno snažnu detonaciju da aktivira HE.
Problem sa zapaljivim upaljačima bio je taj što nisu bili vrlo precizni i bili su pomalo nepouzdani, ali dovoljno dobri za granate sa ravnim putanjama, poput šrapnela (dometi su bili relativno kratki prema kasnijim standardima) ili granate sa visokim rasprskavanjem. Iako su poboljšanja u sastavu baruta pomogla, bilo je nekoliko složenih faktora koji su sprečili visok nivo pouzdanosti na terenu. Britanija je posebno naišla na velike poteškoće u postizanju konzistentnosti na početku Prvog svetskog rata (1914. i 1915.) sa svojim pokušajima da iskoristi svoje do tada zastarele vremenske upaljača sa barutom za za korišćenje u protivvazdušnoj borbi protiv nemačkih bombardera i ostalih vazduhoplova koji su leteli na visinama do 20.000 stopa. Tada je otkriveno da standardni barut gori različito na različitim visinama, a problem je tada donekle otklonjen specijalno dizajniranim upaljačima sa modifikovanim formulacijama baruta.  Britanija je konačno prešla na mehaničke (tj. satne) vremenske upaljače neposredno nakon Prvog svetskog rata što je rešilo ovaj problem. Preostale zalihe zapaljivih upaljača trajale su mnogo godina posle Drugog svetskog rata sa dimom i svetlećim granatama.
Pre Prvog svetskog rata, Krupp je u Nemačkoj počeo da proizvodi Bejkerov upaljač sa satom. Sadržao je sat sa oprugom sa izuzetno brzim cilindričnim pokretom koji daje 30 otkucaja u sekundi.  Tokom Prvog svetskog rata Nemačka je razvila drugačiji mehanički vremenski sat, to jest upaljač. Oni su bili manje nepravilni i precizniji od zapaljivih upaljača, naročito je to bilo izraženo kako se domet oružja povećavao. Između ratova razvijeno je pet ili šest različitih mehanizama u nekoliko zamalja.  Međutim, tri su preovladala, Tilov obrazac u britanskim dizajnima, Junghansov obrazac u američkim dizajnima i švajcarski Diki mehanizam, prva dva su nastala u Nemačkoj iz Prvog svetskog rata.  Mehanički vremenski upaljači ostaju u službi mnogih armija.
Mehanički vremenski upaljači su bili dovoljno dobri za korišćenje sa poljskom artiljerijom, postigavši visinu eksplozije HE od oko 10 metara iznad tla. Međutim, preciznost ovih upaljača bilo je izuzetno teško predvideti sa odgovarajućom tačnošću, pa je visina eksplozije često morala biti prilagođena posmatranjem.

#### Blizinski upaljači
Blizinski upaljači funkcionišu detektovanjem cilja u blizini, što je bilo posebno korisno protiv aviona. Prvi takav upaljač razvili su Britanci 1930-ih za svoju protivavionsku raketu i to sa 'nerotiranim projektilima'. Ovi upaljači su koristili fotoelektrični mehanizam. 
Blizinski upaljači, uvedeni su tokom Drugog svetskog rata 1940–42, inicijativa privatnog preduzeća Pie Ltd, vodećeg britanskog proizvođača bežičnih uređaja, radila je na razvoju radio-upaljača za blizinu. Pie Ltd je svoja istraživanja prebacio u Sjedinjene Države kao deo tehnološkog paketa koji je isporučila misija Tizard kada su Sjedinjene Države ušle u rat.  Ovi upaljači su emitovali radio talase i detektovali refleksiju od cilja (vazduhoplov ili zemlja), jačina reflektovanog signala je ukazivala na udaljenost do mete, kada je to bilo tačno, upaljač je detonirao, i tako su ti upaljači postali superiorni u odnosu na mehaničke vremenske upaljače. 
Prvih 18 meseci rata blizinski upaljači bili su ograničeni na upotrebu u protivvazdušnim borbama kako bi se osiguralo da neprijatelj ne dođe u posed ovih upaljača i da ih nebi kopirao. Početkom 1944. godine, počeli su se koristiti i za poljsku artiljeriju u Evropi, i to je predstavljalo jedno od ključnih inovacija u artiljeriji.
Nakon rata, sledeća generacija blizinskih upaljača uključivala je mehanički tajmer, koristeći radio talase za detekciju blizine cilja, ovi upaljači omogućavaju granatama da eksplodiraju kada se približe meti, ili samo nekoliko sekundi pre udara u cilj, što je smanjilo broj ranih eksplozija. Oni su se zvali kontrolisano promenljivo vreme (CVT) i smanjili su učestalost ranih eksplozija. Kasniji modeli su imali dodatne elektronske kontra zaštite. Ovi upaljači su prvobitno korišćeni protiv aviona, ali su kasnije našli široku primenu u poljskoj artiljeriji, posebno za optimizaciju visokoeksplozivnih (HE) granata. Kasniji modeli uključivali su i mehanički tajmer za aktiviranje neposredno pre dolaska do cilja, čime se smanjivao broj slučajnih eksplozija pre dolaska do mete.

#### Merni upaljači
Mehanički upaljači za merenje udaljenosti su imali malo upotrebe, a Britanci su testirali Tompsonov tip, ali nisu uveli u upotrebu. Radili su brojeći obrtaje i zavisili su od početne brzine i nagiba žlebova.  Međutim, ovo je dozvoljeno prilikom izračunavanja podešavanja upaljača. Verzije iz ranog 20. veka ponekad su se nazivale „upaljači za zastave“, tako su nazvani zbog lopatice koja viri iz nosa upaljača. 

#### Razvoj elektronskih upaljača
Uvođenje elektronskih vremenskih upaljača tokom kasnih 1970-ih i ranih 1980-ih, počeli su da zamenjuju ranije tipove, čime je značajno poboljšana preciznost i pouzdanost artiljerijske vatre. Ovi upaljači su postali mnogo pristupačniji zbog tehnološkog napretka, uključujući upotrebu oscilatornih kristala, koji su takođe korišćeni u digitalnim satovima, i postali su mnogo jeftiniji za proizvodnju nego mehanički uređaji. Elektronski upaljači omogućavaju precizno podešavanje vremena eksplozije, kao i različite režime rada, što uključuje detonaciju na udaru, eksploziju u vazduhu i kašnjenje, sve na osnovu specifičnih potreba misije. Uvođenje ovih upaljača poklopilo se sa širokim usvajanjem kasetne municije u nekim zemljama NATO-a.

### Višefunkcionalni upaljači
Skup upaljača može uključivati više funkcija upaljača. Tipična kombinacija bila bi upaljač "vreme i udar" (T & P), sa podešavanjem upaljača da detonira pri udaru ili po isteku unapred podešenog vremena, šta god da se prvo dogodi. Ovi upaljači su uvedeni sredinom 19. veka. Ova kombinacija može funkcionisati kao mera sigurnosti ili kao način da se osigura da granata bude aktivirana bez obzira na okolnosti, kako ne bi bila izgubljena. Sjedinjene Američke Države nazivale su mehaničke T & P upaljače ‘mehanički vremenski super brzi’ (MTSQ). T & P upaljači su bili uobičajeni sa šrapnelom i visokoeksplozivnim (HE) granatama (uključujući blizinske upaljače), ali nisu uvek korišćeni sa granatama koje se izbacuju iz baze.
Međutim, početkom 1980-ih, pojavili su se elektronski upaljači sa nekoliko funkcija i opcija. U početku su bili malo više od unapređenih verzija blizinskih upaljača, nudeći izbor visina za blizinu ili opcije za udar. Mogućnost izbora visina eksplozije omogućila je optimalne visine eksplozije na terenu sa različitom refleksijom. Oni su, međutim, bili jeftiniji od starijih blizinskih upaljača, a dodavanje elektronskih funkcija bilo je marginalno po pitanju troškova, što je značilo da su mnogo šire korišćeni. U nekim zemljama, sve ratne rezerve HE granata bile su opremljene ovim upaljačima, umesto samo 5-10% sa blizinskim upaljačima.
Najnoviji višefunkcionalni artiljerijski upaljači nude širok spektar opcija, uključujući podešavanje visine eksplozije u vazduhu, kašnjenje pri detonaciji, kao i funkcije za penetraciju kroz rastinje ili lakše strukture. Na primer, upaljači poput Junghans DM84U omogućavaju precizno podešavanje kašnjenja čime se stvaraju uslovi za detonaciju, i time se povećava efikasnost protiv različitih ciljeva, kao što su oklopna vozila ili neprijateljski bunkeri.

### Senzorski upaljači
Senzorski upaljači mogu se smatrati pametnim blizinskim upaljačima. Početni razvoj je bio u Sjedinjenim Američkim Državama sa programom „Traži i uništi oklop“ (SADARM) iz 1980-ih, koji je koristio podmuniciju izbačenu iz nosive granate kalibra 203 mm. Kasniji evropski razvoj, BONUS i SMArt 155, koristi kalibar od 155 mm zbog napretka u elektronici. Ovi senzorski upaljači obično koriste milimetarski radar za prepoznavanje tenka, zatim usmeravaju podmuniciju na njega i ispaljuju eksplozivno formirani penetrator odozgo, čime efikasno uništavaju metu.

### Korektivni upaljači
Glavni razvoj upaljača u ranom 21. veku odnosi se na gotovo precizne upaljače za korekciju putanje (CCF), koji zamenjuju standardne višefunkcionalne upaljače na nosu sa paketom koji dodaje korekciju putanje vođenu GPS-om.  Troškovi su znatno niži od pravih precizno vođenih artiljerijskih projektila, što ih čini pogodnim za široku upotrebu. Primer je M1156 "Precision Guidance Kit" koji poboljšava tačnost granata kalibra 155 mm za pet puta na maksimalnom dometu (50 m CEP u poređenju sa 267 m CEP). 
(CEP = "circular error probable", što označava verovatnoću da granata padne unutar određenog prečnika od cilja).

### Upotreba upaljača u savremenim artiljerijskim sistemima
Danas se artiljerijski upaljači koriste u širokom spektru savremenih artiljerijskih sistema, uključujući haubice, minobacače i raketne sisteme. Višefunkcionalni upaljači, kao što su oni koji kombinuju vreme, udar i blizinu, omogućavaju znatno fleksibilniju upotrebu artiljerijske municije. Uz napredne balističke kompjutere i GPS tehnologiju, upaljači poput M1156 "Precision Guidance Kit" poboljšavaju preciznost granata i omogućavaju korekciju putanje u realnom vremenu, čime se povećava efikasnost i smanjuju kolateralne štete.

## Podešavanje
Mnogi upaljači moraju biti podešeni pre nego što se ubace u zatvarač. U slučaju udarnih upaljača, podešavanje može biti jednostavno, poput odabira opcije kašnjenja, dok je fabrički podrazumevana opcija obično „trenutna“. Međutim, kod upaljača za eksploziju u vazduhu, potrebno je unapred podesiti dužinu trajanja upaljača. Moderni upaljači gotovo uvek koriste dužinu u sekundama (sa najmanje desetinkama) koja odražava potrebno vreme leta. Međutim, neki raniji vremenski upaljači koristili su proizvoljne jedinice vremena.
Dužina podešenog upaljača zavisi od udaljenosti između topa i cilja. Pre digitalnih računara, ova udaljenost se ručno proračunavala u komandnom centru ili centru za usmeravanje vatre. Neke vojske su tu udaljenost konvertovale u elevaciju i dužinu upaljača i prosleđivale je posadama topova. Druge su postavljale udaljenost na nišanima, a svaki top je imao indikator za upaljač koji je konvertovao udaljenost u dužinu upaljača (uzimajući u obzir brzinu na izlazu iz cevi i lokalne uslove). Tokom Prvog svetskog rata nemački upaljači su bili podešeni prema udaljenostima u metrima.
Uz upotrebu digitalnih računara, dužine upaljača se obično izračunavaju u komandnom centru ili centru za usmeravanje vatre, osim ako sam top ne vrši sve balističke proračune.
Mornarička i protivavionska artiljerija počele su da koriste analogne računare pre Drugog svetskog rata, koji su bili povezani sa topovima kako bi ih automatski nišanili. Oni su takođe imali automatske podešivače upaljača, što je bilo posebno važno za protivavionske topove koji su morali ciljati ispred pokretnih ciljeva, te je bila potrebna vrlo redovna i predvidiva brzina vatre.
Poljska artiljerija je koristila ručno podešavanje vremenskih upaljača, najjednostavnije korišćenjem ručne „ključaonice“ ili ključa za okretanje nosa upaljača na potrebnu postavku. Ručni podešivači upaljača su podešeni na potrebnu dužinu i zatim se koriste za podešavanje upaljača, što ima prednost u tome što osigurava da svaki upaljač bude tačno i jednako podešen. Elektronski upaljači koriste elektronske uređaje za prenos podataka, a rani modeli su zahtevali električni kontakt između upaljača i podešivača. Ovi modeli su zamenjeni indukcionim podešivačima koji ne zahtevaju fizički kontakt sa upaljačem. Elektronski podešivači takođe mogu proveriti funkcionisanje upaljača testom „funkcioniše/ne funkcioniše“ (Go/No Go).

## Pakovanje
Upaljači mogu biti isporučeni već ugrađeni u granate ili u odvojenim kontejnerima. U potonjem slučaju, sama granata ima čep koji mora biti uklonjen pre postavljanja upaljača. Istorijski gledano, visokoeksplozivne (HE) granate sa ugrađenim upaljačem isporučivane su sa standardnim udarnim upaljačem, koji je morao biti zamenjen vremenskim upaljačem kada je bila potrebna eksplozija u vazduhu.
Da li se granate isporučuju sa ugrađenim upaljačima zavisi od toga da li su granate u zapečaćenom pakovanju ili ne. Istorijski gledano, granate manjeg kalibra, na primer 105 mm i manje, obično su bile isporučivane sa upaljačima, dok su granate većeg kalibra bile bez pakovanja i sa čepovima. Međutim, u mnogim vojskama sada je uobičajeno da se granate kalibra 155 mm isporučuju u zapečaćenom pakovanju sa već ugrađenim upaljačima.

## Galerija slika
- Upaljač postavljen na M107 155 mm artiljerijske granate, oko 2000.
- Spojena čaura od belog fosfornog za minobacače od 81 mm 1980.
- Britanski upaljač korišćen u gelerima br. 63 Mk I Time and Percussion, oko 1915
- Britanski upaljač br. 100 za visoko-eksplozivnu granatu, korišćen u Prvom svetskom ratu.
- Britanski udarni upaljač br. 110 Mk III, za poljski minobacač korišćen u Prvom svetskom ratu.
- Britanski br. 131 DA (direktno dejstvo) udarni upaljač, Mk VI, korišćen u protivvazdušnoj artiljeriji u Prvom svetskom ratu.
- Britanski udarni upaljač br. 16 D Mk IV N Base, oko 1936
- Britanski udarni upaljač br. 45 P direktnog dejstva, korišćen u Prvom svetskom ratu
- Britanski udarni upaljač br. 106E Mk 4 sa direktnim dejstvom uveden usred Prvog svetskog rata i korišćen sa HE i Smoke-om koji pokazuje sekvencu bezbednosti i naoružanja. Originalni broj 106 nije imao kapke ni magacin. Upaljač br. 115E bio je isti kao i br. 106E, ali sa aerodinamičnim telom koje je odgovaralo aerodinamičnim granatama.
- Britanski upaljač br. 80 Mk KSI "Time & Percussion" koji pokazuje sekvencu bezbednosti i naoružanja